# 元中野町 (苫小牧市)
元中野町（もとなかのちょう）は、北海道苫小牧市にある町名。
現行行政地名は元中野町一丁目から元中野町四丁目。住居表示実施済み。

## 地理
苫小牧市の中央部に位置し、東は入船町、西は末広町、南は港町、北は新中野町、船見町と接している。

## 歴史
1974年（昭和49年）9月1日、字中野から分離し、元中野町一丁目から元中野町四丁目を設置した。
住居表示の際、現在の元中野町、新中野町の双方が中野の町名を譲らなかったため、両者の意見を取り入れ、中野の町名を双方に入れた。

## 世帯数と人口
2024年（令和6年）10月末現在の世帯数と人口は以下の通りである。
| 町丁           | 世帯数 | 人口 |
| -------------- | ------ | ---- |
| 元中野町一丁目 | 0      | 0    |
| 元中野町二丁目 | 586    | 879  |
| 元中野町三丁目 | 422    | 649  |
| 元中野町四丁目 | 254    | 360  |
| 計             | 1262   | 1888 |

## 小・中学校の学区
市立小・中学校に通う場合、学区は以下の通りとなる。
|      | 小学校               | 中学校             |
| ---- | -------------------- | ------------------ |
| 全域 | 苫小牧市立若草小学校 | 苫小牧市立東中学校 |

## 交通

### 道路
- 国道36号線
- 国道235号
- 国道276号線
- 北海道道259号上厚真苫小牧線

### バス
- 都市間バスは、札幌行きの北海道中央バス「高速とまこまい号」、道南バス「高速ハスカップ号」、が経由している[9]。
- 郊外路線は、道南バスの登別温泉行きや平取、静内行き[10]、あつまバスの厚真行きが経由している[11]。
- そのほか、市内路線を道南バスが運行している[12]。

## 施設

### 施設一覧

#### 一丁目
- 苫小牧港西ふ頭[13]

#### 二丁目
- NX北旺運輸
- ナラサキスタックス
- 栗林商会苫小牧支社
- マックスバリュ支笏湖通り店

#### 三丁目
- 苫小牧信用金庫中野支店
- セブン-イレブン苫小牧元中野店
- 魚べい 苫小牧店
- ガスト 苫小牧店
- セイコーマート元中野3丁目店

#### 四丁目
- 臨港昭和交通[14]
- セイコーマート元中野店

### 過去に存在した施設
- 西松屋苫小牧中野店
2024年8月21日閉店。翌22日、西松屋苫小牧住吉店として移転オープン[15]。

## その他

### 日本郵便
- 郵便番号: 053-0005[2]（集配局：苫小牧郵便局[16]）。

### 警察
管轄する警察署、交番・派出所は以下の通りである。
| 丁目・字 | 警察署       | 交番・派出所 |
| -------- | ------------ | ------------ |
| 全域     | 苫小牧警察署 | 駅前交番     |